# Gottfried Gräfenhayn
Gottfried Gräfenhayn (* vor 1736; † 6. September 1752 in Wasserthaleben) war ein kursächsischer Bergbeamter und Kommunalpolitiker. Er war Bergrichter und Bürgermeister in der Amtsstadt Sangerhausen.

## Leben
Er war der Sohn des Stadtrichters und Figuralorganisten Gräfenhayn. Nach dessen Tod 1736 bewarb sich Johann Gottfried Bernhard Bach, der Sohn von Johann Sebastian Bach, erfolglos um dessen Organistenstelle in Sangerhausen.
Gottfried Gräfenhayn verfügte über eine juristische Ausbildung und wurde zum Bürgermeister von Sangerhausen gewählt.
Nachdem der bisherige Bergrichter in Sangerhausen aus dem Dienst ausgeschieden war, wurde der Bürgermeister Gottfried Gräfenhayn nach der Zustimmung der kurfürstlichen Oberbehörde in Dresden zusätzlich das Amt des Bergrichters übertragen. Dazu leistete er bei Anwesenheit des Zehntners in Thüringen, Johann Christian Schmid, im Gewerkschaftlichen Bergamt in Sangerhausen am 30. Juli 1750 gemeinsam mit dem neuen Bergvogt Johann Friedrich Wagner seinen Diensteid. Als Bergrichter war er für die Einhaltung des kurfürstlichen Berggesetze und die Urteilssprechung zuständig.
Das Bergrichteramt konnte Gräfenhayn in Sangerhausen jedoch nur kurze Zeit ausüben. Aufgrund einer Erkrankung an Epilepsie war Gräfenhayn schon „seit Jahr und Tag“ nicht im Stande, das Geringste in Bergsachen zu expedieren. Er starb, noch bevor ihm das Bergrichteramt abgenommen werden konnte, während eines mehrtägigen Kuraufenthaltes in Wasserthaleben bei Greußen am 6. September 1752. 
Sein Amtsnachfolger als Bergrichter wurde der damalige Oberstadtschreiber Johann Friedrich Hoffmann aus Sangerhausen. Hoffmann wurde bereits Ende September 1752 das neue Amt übertragen.